# Mantello dell'incoronazione di Ruggero II
Il mantello dell'Incoronazione di Ruggero II è un mantello celebrativo prodotto dalla manifattura del Regno di Sicilia, le Nobiles Officinae, nota anche con l'appellativo arabo Tiraz e quello greco Ergasterion, operativa durante l'età normanno-sveva in Sicilia.
Commissionato da Ruggero II presumibilmente tra il 1133-1134, a causa del passaggio del governo del Regno dalla dinastia degli Altavilla a quella degli Hohenstaufen, e all'unione personale con il Sacro Romano Impero sotto Federico II, il mantello iniziò a far parte della collezione dei gioielli della corona imperiale, ed è oggi conservato presso la camera del Tesoro del palazzo di Hofburg a Vienna, in Austria. Una sua copia fedele è inoltre custodita nel Museo della civiltà normanna di Ariano Irpino.
Il mantello raffigura un grande ricamo in oro su un sciamito di rosso vivo. In esso vengono rappresentati due leoni che incombono sue due cammelli accosciati, con una palma stilizzata a dividere le due coppie di animali. Il disegno è ricamato e risaltato con una doppia fila di piccole perle, mentre nel bordo inferiore del mantello è ricamata in oro un'iscrizione in lettere cufiche, che attesta la realizzazione del capo da parte della "fiorente officina reale" attiva presso il Palazzo Reale di Palermo, concludendo con la data, "l'anno 528" che, secondo il calendario musulmano che partirebbe dall'Egira, attesta il completamento del manto attorno al 1133-1134, quindi circa tre anni dopo l'incoronazione del suo committente, Ruggero II, come Re di Sicilia. I lati dell'allacciatura sono decorati con perle e borchie smaltate, decorate con un simbolo cosmologico: due quadrati si incrociano per formare una stella, cui al centro c'è un sole.
I richiami al cosmo e all'universo erano usuali nell'iconografia imperiale, compresa quelle presente nella cultura materiale: ma nel mantello di Ruggero II il motivo è appena accennato, dato che l'elemento che ne fa da padrone è la rappresentazione dei due leoni e dei due cammelli, una raffigurazione ereditata dall'iconografia araba. Il leone diventerà il simbolo della dinastia degli Altavilla, nonché l'animale simbolo con cui Ruggero II fu più volte paragonato da alcuni cronisti filo normanni. Il manto reale, tessuto con fili d'oro e di porpora, sembra un rimando alla cappa rubea, il manto imperiale di tradizione romana poi bizantina attributi alla sacralità del sovrano.